# 舞钢市
舞钢市位于河南省中部，是平顶山市下辖的一个县级市，伏牛山的东麓。其名字来源于境内的舞阳钢铁公司，是中国唯一一个以企业名称来命名的城市。全市年平均气温14℃，降水量996毫米。
舞钢市境内铁矿储量丰富，虽然大部分属于贫矿，冶炼难度较大，但总储量位居全国前十，自古以来就是重要的冶铁地。

## 历史
二十世纪七十年代在本属舞阳县的此地建设了一个大型钢铁厂。随着钢铁厂的发展，周边也逐渐具备了一定的城市规模。1973年与舞阳县分离，1973年12月，经省革委批准成立“河南省革命委员会舞阳工区工作委员会”，工委书记为赵定远（原信阳地委书记），办事处主任纪函星（原驻马店地委书记），舞阳县尚店、扬庄、尹集、武功、八台、枣林6个公社划归舞阳工区办事处，并成立舞阳工区郊区委员会，书记为李奇涛。1977年5月河南省革命委员会舞阳工区办事处撤销，划归平顶山市。1977年10月由平顶山市辖改属许昌地区，1977年11月更名为舞钢区。1982年10月舞钢区复归平顶山市。1990年撤区设立县级市。
目前整个城市的经济支柱依然是采矿业和钢铁业。舞阳钢铁公司（河北鋼鐵集團旗下公司）是河南省第二大钢铁企业，也是国内最大的特厚板材生产基地，虽然前几年来效益不佳，但被河北邯郸钢铁集团兼并后，近几年效益有所好转。河南省另一家大型钢铁企业安阳钢铁公司也在舞钢设立了采矿基地。同时，舞钢近几年来大力发展旅游业，其中以石漫滩水库为基础建立的石漫滩国家水利风景区为代表的旅游景点在周边地区也颇有名气。
舞钢风景优美，山水秀丽，素有“北国小江南”之称。境内著名景点包括：二郎山风景区，石漫滩风景区，灯台架风景区‘刘山风景区等。每年的春、夏、秋季，风景宜人，游客络绎不绝，放松自己，享受这里的静谧与闲适。

## 行政区划
舞钢市下辖7个街道办事处、4个镇、3个乡：
垭口街道、寺坡街道、朱兰街道、院岭街道、矿建街道、铁山街道、红山街道、尚店镇、八台镇、尹集镇、枣林镇、庙街乡、武功乡和杨庄乡。

## 人口
2020年第七次人口普查，舞钢市常住人口294839人 ，男性占比50.36%，女性占比49.64%，0—14岁人口占比22.71%，15—59岁人口占比54.86%，60岁以上人口占比22.43%，其中65岁以上人口占比17.17%。
著名人物：
- 郭代偉：歷史學者，現時在美國定居，著作有<南北戰爭中的華人>，<美國南方華人史>，<美中史蹟尋蹤>等等.

## 交通
- 240国道、 345国道过境。